# Paso Carrillo
Paso Carrillo är en ort i Mexiko.   Den ligger i kommunen Omealca och delstaten Veracruz, i den sydöstra delen av landet, 270 km öster om huvudstaden Mexico City. Paso Carrillo ligger 231 meter över havet och antalet invånare är 286.
Terrängen runt Paso Carrillo är huvudsakligen platt, men åt sydväst är den kuperad. Terrängen runt Paso Carrillo sluttar österut. Runt Paso Carrillo är det ganska tätbefolkat, med 70 invånare per kvadratkilometer. Närmaste större samhälle är Cuitláhuac, 16,1 km nordväst om Paso Carrillo. Trakten runt Paso Carrillo består till största delen av jordbruksmark.